# 8% (فلم)
%8 فيلم مصري من إنتاج عام 2013. بطولة مي كساب وأعضاء فريق "8%"، وهم أوكا وأورتيجا وشحتة كاريكا، والفيلم من تأليف إبراهيم فخر، وإخراج حسام الجوهري.

## القصة
تدور أحداث الفيلم في إطار كوميدي تشويقي حول فرقة تقوم بغناء أغاني المهرجانات الشعبية تضم أوكا واورتيجا وصديقهما الثالث شحتة، يحاول الثلاثة تقديم فنهم من خلال الحفلات الغنائية الصغيرة، وفي إحدى الحفلات المدرسية يفاجأ الجميع بوقوع عملية خطف وتوجه للأصدقاء الثلاثة أصابع الاتهام، لتبدأ من هنا الأحداث في التطور حيث تحاول أزعرينة (مي كساب) المسئولة عن الفرقة مساعدتهم في الخروج من المأزق.

## طاقم التمثيل
- اوكا
- أورتيجا
- شحتة كاريكا
- مي كساب
- أحمد سعيد عبد الغني
- ياسر الطوبجي
- نورهان
- مها صبري
- سعيد طرابيك
- أحلام الجريتلي
- الطفل سولي

## فريق العمل
- إخراج: حسام الجوهري
- إنتاج: حسام مهدي، مصطفى أبو حجر
- توزيع: شركة النصر (محمد حسن رمزي)
- تأليف: إبراهيم فخر
- مونتاج: إيهاب جوهر
- موسيقى تصويرية: أحمد عبد السلام
- مدير التصوير: محمد مصطفى

## وصلات خارجية
- 8% على موقع الدهليز
- 8% على موقع قاعدة بيانات الأفلام العربية
- صفحة الفيلم في قاعدة بيانات الأفلام العربية